# Cora d'Eutídic
La cora d'Eutídic és una kore de l'antiga Grècia signada per l'escultor, possiblement atenès, Eutídic, i feta cap al 480 aC. L'interès de l'escultura rau en el fet que mostra canvis en el seu estil, que ja no és arcaic sinó sever, encara no és clàssic. L'escultura va ser trobada a l'Acròpolis d'Atenes i actualment es troba al Museu Arqueològic Nacional d'Atenes.

## Descripció
La cora d'Eutídic és una kore («donzella») esculpida en marbre blanc. Li falten els braços i un bon tros a l'altura del tronc, de manera que en realitat disposem d'un bust i uns peus. El rostre és orgànic, viu i real. L'expressió no és un somriure posat, sinó introspectiva. Els cabells estan molt treballats. Curiosament, la caiguda dels cabells és més realista a la part del coll i de l'escot, però deixa de ser-ho quan està sobre la túnica i, com aquesta, no cau en línia vertical sinó pegat a la part inferior del pit i en línies completament paral·leles, a pesar de passar sobre una superfície corba.

## Estil
La túnica que porta és d'estil dòric (quitó), com les altres cores del segle VI aC, però està més pegada al cos que les de les anteriors cores, cosa que permet marcar un cos molt estudiat. L'estil de la part que es conserva del cos no és gaire diferent del de les cores immediatament anteriors, com la cora d'Antenor (any 525 aC). A la cora del peple, se li assembla en el fet que el cos també està ben estudiat i és realista, però en la cora del peple queda molt menys marcat. Els plecs, en canvi, són decoratius, ja que és impossible que caiguin naturalment tan rectes i paral·lels a la part superior del cos.
En canvi, per primera vegada, el seu rostre ja no té el somriure arcaic de l'escultura arcaica (kore i l'equivalent masculí, kouros), sinó un gest més aviat pensatiu, introspectiu i malenconiós. Els ulls són també típics de l'estil sever, amb parpelles superiors pesades, gruixudes i lleugerament tancades. La barbeta no és plana sinó lleugerament arrodonida, amb volum cap endavant. El cabell té un pentinat que segueix segurament la moda del moment, transitori entre les trenes arcaiques i els rínxols clàssics. La banda que el recull com una diadema és típica en les escultures femenines i masculines d'aquest període.
Una altra diferència amb les anteriors és la posició dels braços. Fins a aquest moment, les cores tenien un braç caigut rígidament i l'altre o bé oferint "una fruita» o bé amb la mà al cor. Aquesta cora és possible que ofereixi alguna cosa amb la mà dreta, però ja no té l'altre braç pegat al cos ni caigut amb total verticalitat, sinó que té el colze lleugerament doblegat i la mà lleugerament davant del cos, en una postura molt més elegant i gens rígida. L'altre braç tampoc no té el colze pegat al cos, sinó que és simètric a l'altre, una mica separat. Veiem que la part inferior de les cames és també més gràcil, natural i lleugera que les de cores anteriors i el pes del cos sembla una mica més recolzat al peu de davant que al de darrere, però s'aprecia amb dificultat a causa del tros que falta.
Es comença a notar ja una certa simplificació dels detalls. La part inferior de la túnica no té plecs i a la superior ja no hi ha tanta varietat de motius com, per exemple, a la dama d'Auxerre, sinó només uns plecs que, malgrat ser molt fins, tenen un aspecte molt rígid, com de cartó corrugat, típic de l'estil sever.

## Autor
Se sap que la va fer Eutídic perquè està signada per ell. És un escultor probablement d'Atenes, però no se sap del cert. Es conserven molt poques obres seves, la més coneguda de les quals és aquesta cora.

## Galeria

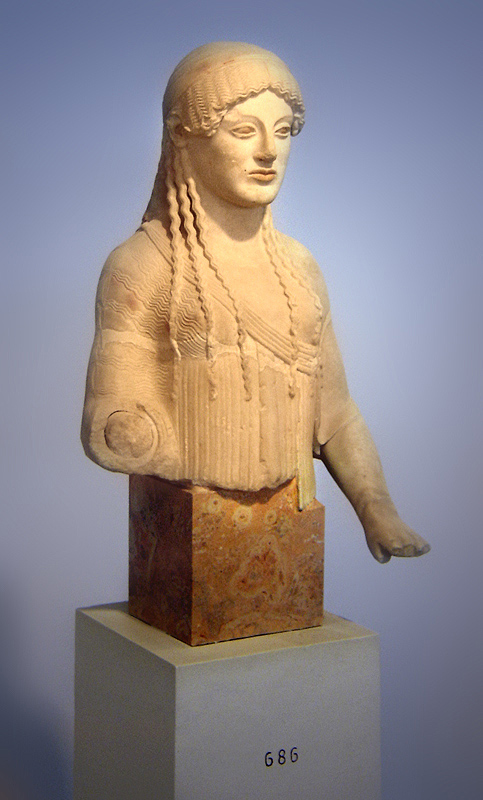
Part superior de la cora d'Eutídic.
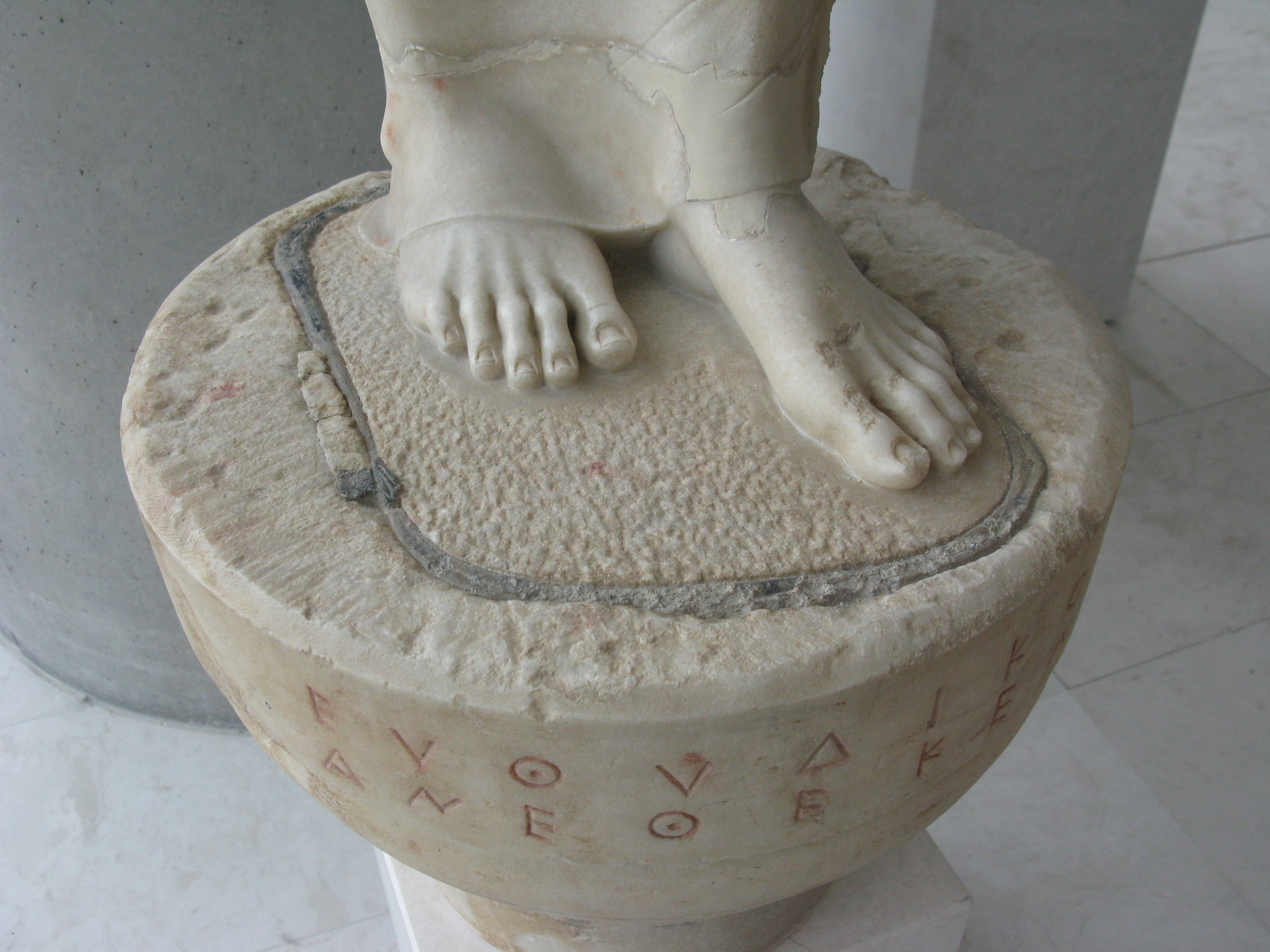
Detall dels peus i la part inferior.